# Operace Trvalá svoboda
Operace Trvalá svoboda (anglicky Operation Enduring Freedom, OEF) je řada vojenských akcí Spojených států amerických po útocích 11. září 2001 deklarovaná jako součást americké války proti terorismu.
Označení se používá především pro účast USA ve válce v Afghánistánu. Volně nebo nominálně, např. kvůli financování, spadají pod OEF další dílčí vojenské operace s protiteroristickými cíli:
1. Operace Trvalá svoboda – Afghánistán (OEF-A)
2. Operace Trvalá svoboda – Filipíny (OEF-P) (dříve Freedom Eagle, Orel svobody)
3. Operace Trvalá svoboda – Africký roh (OEF-HOA), zejména Somálsko
4. Operace Trvalá svoboda – Trans Sahara (OEF-TS)[11], severní a subsaharská Afrika
5. Operace Trvalá svoboda – Kyrgyzstán (provozování základny, ukončeno 2004)
6. Operace Trvalá svoboda – soutěska Pankisi (vyzbrojování a výcvik gruzínských jednotek, ukončeno 2004)

## Afghánistán
Za původce teroristických útoků z 11. září označila americká vláda Usámu Bin Ládina a jeho organizaci Al-Káida, která měla hlavní základny v Tálibánem ovládaném Afghánistánu. Dala afghánské vládě ultimátum, aby vydala bin Ládina Spojeným státům a přestala podporovat teroristy, zejména jejich výcvikové tábory. Tálibán žádal předložení důkazů o tom, že bin Ládin skutečně stojí za útoky. Později, s blížícím se útokem, Tálibán nabídl vydání bin Ládina do Pákistánu, kde by byl souzen podle islámského práva šaríja. Není jasné, zda ho chtěl nebo mohl Tálibán vydat.
Plán útoku byl původně nazýván Infinite Justice (Nekonečná spravedlnost, často v médiích mylně reprodukováno jako Ultimate Justice – Vrcholná spravedlnost), ale toto spojení je užíváno jako atribut Boha v několika náboženstvích; název tak byl patrně změněn, aby nepohoršoval muslimy.

### Průběh operace
Operaci Trvalá svoboda zahájily USA 7. října 2001 bombardováním pozic Tálibánu. Použity přitom byly i jedny z největších konvenčních explozivních zbraní, BLU-82/C-130 Daisy cutter a bombardování způsobilo škody i v civilních oblastech, včetně stovek obětí na životech. 19. října bombardování přešlo k pozemním útokům. Jejich letecké údery podporované akcemi zejména amerických a britských zvláštních jednotek a elitních oddílů umožnily Severní alianci 13. listopadu 2001 dobýt Kábul. Později se o jeho kontrolu dělila s americkými jednotkami. Vláda Tálibánu na celostátní úrovní padla, nějakou dobu se však ještě držela zejména v jižních provinciích v okolí Kandaháru. V Afghánistánu zůstali působit partyzáni věrní Tálibánu. Tálibánem vyhnaný prezident Burhánuddín Rabbání se dočasně vrátil do úřadu, v prosinci 2001 byla sestavena nová vláda. Její premiér Hámid Karzaj se roku 2002 stal dočasným a od roku 2004 řádným prezidentem. Vláda převzala moc nad většinou území vyjma jihu, řadu oblastí však ovládá víceméně formálně na základě dohod s místními vůdci a od roku 2006 sílí nepokoje a bombové útoky i přímé přepady armádních konvojů a základen. Pořádek v oblasti Kábulu se snaží udržovat mise Mezinárodních bezpečnostních podpůrných sil (ISAF), schválená rezolucí 1386 Rady bezpečnosti OSN z 20. prosince 2001 OSN a od roku 2003, kdy byla rozšířena do dalších významných měst, svěřená pod vedení NATO.
Britský deník The Independent přinesl zprávu z 15. října 2001, že Tálibán týden po začátku invaze nabídl vydat bin Ládina Američanům, ale tento návrh byl osobně G. W. Bushem odmítnut.
Armáda České republiky se jak účastní ISAF zejména provinčním rekonstrukčním týmem v provincii Lógar, tak vyslala 601. skupinu speciálních sil podřízenou americkému velení v rámci OEF v letech 2004, 2006 a 2008. Na konci roku 2008 se prodloužení mandátu misi v Afghánistánu, v jejímž rámci měl být i posílen kontingent v OEF, stalo předmětem ostrých bojů v Poslanecké sněmovně.

### Významné bitvy
- Bitva u Wantu (2008) – koordinovaný útok skupiny přibližně 200 mudžáhidů na americkou základnu Kahler nedaleko vesnice Want v provincii Nuristán.
- Střetnutí u základny Shank (2008) – útok na českou patrolu poblíž základny Shank v afghánské provincii Lógar.

## Filipíny
Zvláštní jednotky Armády USA pomáhají filipínské armádě v boji proti islamistickým povstaleckým skupinám Džamá islámíja a Abú Sajjáf.